# Hans-Heinrich Voigt
Hans-Heinrich Voigt (18 avril 1921 – 17 novembre 2017) était un astronome allemand et directeur de l'Observatoire de Göttingen,.
Professeur ordinaire d'astronomie à l'Université de Göttingen, Voigt dirige l'Observatoire de Göttingen de 1963 à 1986, date à laquelle il prend sa retraite,. De 1964 à 1977, il est président de la société Gauß et son directeur général de 1987 à 2001. De 1968 à 1971, il est prorecteur puis recteur de l'Université de Göttingen. De 1973 à 1976, il est président de la Société Astronomique, puis membre de son conseil d'administration. Il est rédacteur-en-chef de la revue Astronomy & Astrophysics de 1975 à 1980. Membre de l'Académie des sciences de Göttingen, il la préside de 1978 à 1979. En 1988, l'astéroïde (4378) Voigt est nommé en son honneur. En 1993, il reçoit la médaille Carl Friedrich Gauss.
Il décède le 17 novembre 2017 à l'âge de 96 ans à Göttingen.

## Ouvrages
- Aperçu de l'astronomie (1974)[9].
- L'Univers (1994)[10].
- Abriß der Astronomie (2012)[11].